# شکست‌ناپذیر (فیلم ۲۰۱۱)
شکست‌ناپذیر (انگلیسی: The Undefeated) فیلمی در ژانر مستند به کارگردانی استیو بنن است که در سال ۲۰۱۱ منتشر شد.